# 长春交通广播
长春交通广播是长春人民广播电台的一个频道。内容以交通信息、生活为主，广播范围为长春市全部，全天24小时播音。

## 主要节目
- 968清晨资讯
- 968新闻早高峰
- 娱乐香饽饽
- 娱乐非主流
- 12345民生最前沿
- 苏大嘴的美食汇
- 欢乐逗秀场
- 968帮帮团
- 嘻哈外传
- 968新闻晚高峰
- 呼叫总台
- 北辰在找你
- 麻辣二人转
- 新虎门客栈
- 梦想街968号
- 娱乐喷喷香
- 高天故事会
- 非听不可
- 欢乐集结号
- 开心三十分

## 播出频率
长春市
| 发射地 | 频率       |
| 南关区 | AM 1449kHz |
| 宽城区 | FM 96.8MHz |

- 1449kHz在吉林市、四平市也可听到